# Тенділья
Тенділья (ісп. Tendilla) — муніципалітет в Іспанії, у складі автономної спільноти Кастилія-Ла-Манча, у провінції Гвадалахара. Населення — 414 осіб (2010).
Муніципалітет розташований на відстані близько 65 км на схід від Мадрида, 20 км на південний схід від Гвадалахари.

## Демографія
Динаміка населення (INE ):